# Culture de Przeworsk

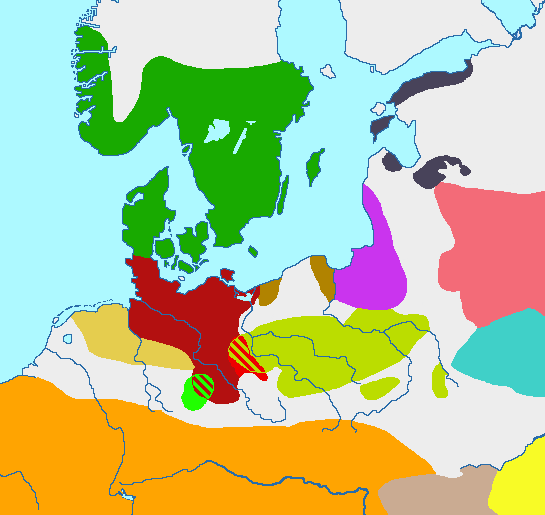
La culture de Przeworsk dans la géographie des cultures archéologiques de l'Europe du Nord-Est. La culture de Przeworsk est en vert olive, en rouge foncé la culture de Jastorf, en brun la culture d'Oksywie, en turquoise la culture de Zarubincy.

La culture de Przeworsk est une culture archéologique protohistorique de l'âge du fer située essentiellement dans le centre et le sud de l'actuelle Pologne et s'étendant du IIe siècle av. J.-C. au Ve siècle. Elle tire son nom de la ville de Przeworsk dans la région de laquelle les premiers artefacts de cette culture furent reconnus. Parmi les cultures archéologiques germaniques la culture de Przeworsk est notable pour sa grande cohérence, l'ampleur de l'espace occupée et la durée durant laquelle elle est attestée.

## Caractéristiques

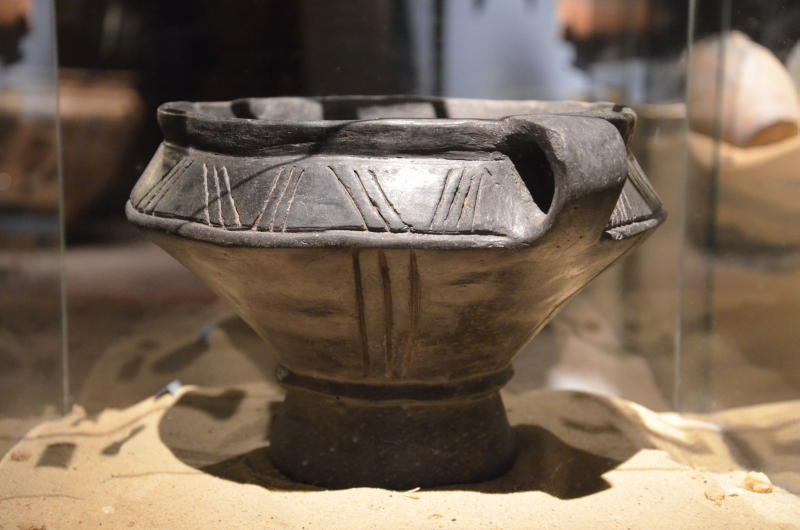
Poterie de sépultures de la culture de Przeworsk

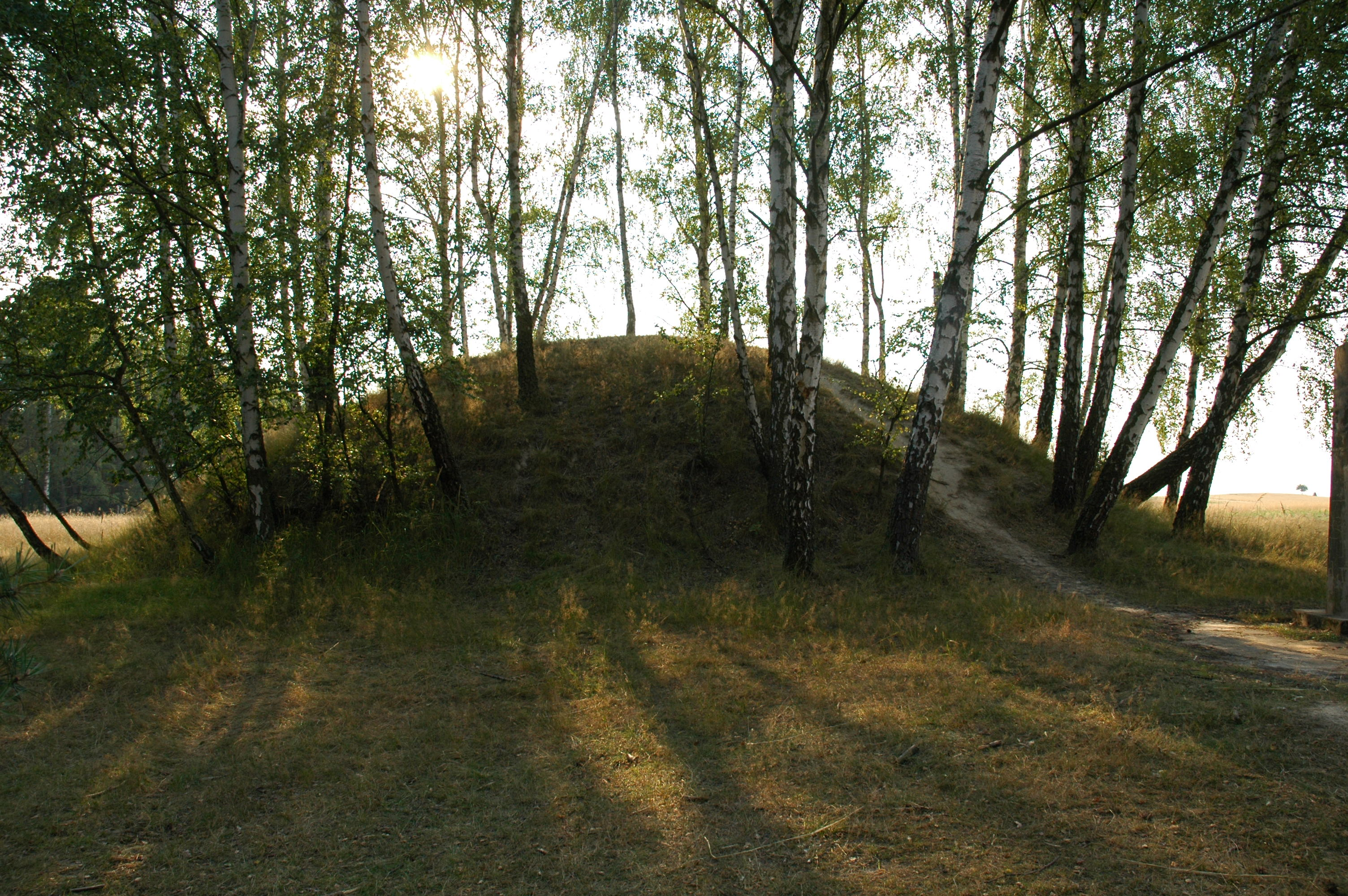
Tumulus de la culture de Przeworsk à Przywoz (Pologne)

Les traits caractéristiques de la culture de Przeworsk résident dans ses céramiques formées à la main, son usage du métal, en particulier du fer et certaines pratiques funéraires. La pratique de la crémation est typique de la culture de Przeworsk, armes, céramiques et outils étant déposés sur le bûcher et détruits avant le dépôt dans la tombe.
Si des influences celtes peuvent être décelées dans les origines de la culture de Przeworsk, il s'agit d'une culture de Germanie orientale. La culture de Przeworsk apparaît dans une région délimitée par le cours moyen de la Vistule et l'Oder à l'époque préromaine, à une période qui correspond à la période de La Tène C1. Elle se caractérise longtemps par un certain isolement.
À partir de la seconde moitié du IIe siècle, l'aire occupé par la culture de Przeworsk se déplace vers le sud-est, son aire originelle étant en partie occupée désormais par la culture de Wielbark. Des porteurs de la culture de Przeworsk sont alors attestés directement aux frontières de l'empire romain, en particulier au nord-ouest de la Dacie. Là, leur culture va se transformer au contact des Daces libres et des influences romaines formant la culture de Blazice-Bereg.

## La sidérurgie dans les montagnes de Sainte-Croix

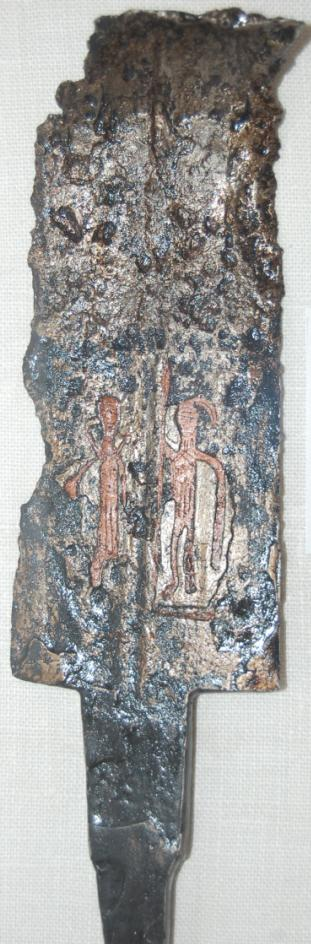
Objet d'époque romaine trouvé dans une tombe de la culture de Przeworsk

Durant la culture de Przeworsk la région des montagnes de Sainte-Croix a connu une importante production sidérurgique qui a été mise en évidence par des fouilles et des prospections menées depuis les années 1950.

## La culture de Przeworsk et les peuples connus par les sources historiques gréco-latines
La plus grande partie de l'espace occupé par la culture de Przeworsk correspond aux territoires attribués d'abord aux tribus des Lugiens par les sources littéraires antiques gréco-romaines (Strabon, Tacite, Ptolémée). Les peuples occupant la région sont ensuite appelés Vandales. On identifie donc l'expansion de la culture de Przeworsk avec le développement du territoire vandale, même si l'ouest des régions de la culture de Przeworsk correspond plutôt à des peuples proches des Vandales mais différents d'eux, comme les Burgondes. Si l'on a souvent interprété le développement de la culture de Przeworsk au IIIe siècle dans le bassin des Carpates comme une manifestation de migrations vandales vers le sud, l'identification est parfois remise en cause.